# کانادا در المپیک تابستانی ۱۹۰۰
کانادا در بازی‌های المپیک تابستانی ۱۹۰۰ که در شهر پاریس برگزار شد، کاروان کانادا با ۲ ورزشکار در این رقابت‌ها شرکت کرد و موفق به کسب ۲ مدال (۱ طلا، ۰ نقره، ۱ برنز) شد. در جدول رتبه‌بندی توزیع مدال‌ها، کانادا در ردهٔ ۱۳ مسابقات قرار گرفت.